# الإسلام في جزر ماديرا
مجموعة من الجزر تتبع البرتغال، تقع في شمال غربي أفريقيا وعاصمة الجزر (فونشال ) هاجر إليها المسلمين من المغرب ويقدر عدد المسلمين بحوالي (30،000 ) مسلم.